# Hjarbæk Fjord
Hjarbæk Fjord er en gren af Limfjorden syd for Louns Bredning. Den ligger cirka 10 km nord for Viborg og 20 km øst for Skive. Den ligger i Viborg Amt og grænser til Viborg Kommune og Skive Kommune.
Det er en lavvandet fjord med en stor vandgennemstømning, idet fire åer løber ud i den. Fra syd kommer Fiskbæk Å, fra sydvest Jordbro Å, fra øst løber Skals Å og Simested Å ud i Hjarbæk Fjord. 
Ved Virksund i fjordens nordlige ende blev der i 1966 opført en dæmning med indbyggede sluser for at begænse oversvømmelser i de lavtliggnde enge og ådale. Det medførte at saltindholdet blev så lavt at faunaen blev ændret totalt, hvilket blandt andet medførte en kraftig myggeplage i området. I 1991 blev sluserne genåbnet til glæde for mange, men også under protest fra berørte jordejere,  i håb om at genskabe den oprindelige fauna.
Fjordens vandareal er på 24 km², som udgør 1,7 % af Limfjordens samlede areal.
Vandgennemstrømningen er 16 % af den samlede vandtilførsel i Limfjorden.
Hjarbæk Fjord er en del  af Natura 2000-område  nr. 30 Lovns Bredning, Hjarbæk Fjord og Skals Ådal  og er både fuglebeskyttelsesområde og EU-habitatområde.

## Eksterne kilder og henvisninger
1. ↑  Virksunddæmningen  Knud Stelzner: i Den Store Danske, Gyldendal. Hentet 22. september 2018]
2. ↑  "Natura 2000-område 30: Lovns Bredning, Hjarbæk Fjord og Skals Ådal (H30, F14, F24)". Arkiveret fra originalen 24. april 2011. Hentet 2. november 2010.

- DOF om fjorden
- Vurdering af oversvømmelsesrisiko niras.dk 2016

56°33′N 9°17′Ø / 56.550°N 9.283°Ø